# ديفيد نورمان جونيور
ديفيد نورمان جونيور هو لاعب كرة قدم كندي في مركز الوسط، ولد في 31 مايو 1998 في نيو ويستمينيستر في كندا. لعب مع فانكوفر وايتكابس.

## وصلات خارجية
- ديفيد نورمان جونيور على موقع الدوري الأمريكي (الإنجليزية)
- ديفيد نورمان جونيور على موقع قاعدة بيانات كرة القدم.إي يو (الإنجليزية)
- ديفيد نورمان جونيور على موقع Soccerbase.com (لاعب) (الإنجليزية)
- ديفيد نورمان جونيور على موقع Soccerway.com (الإنجليزية)
- ديفيد نورمان جونيور على موقع عالم كرة القدم.نت (الإنجليزية)